# Rhizaria
Die Rhizaria sind eine Gruppe von einzelligen Lebewesen, die zu den Eukaryoten (Lebewesen mit Zellkern) gestellt werden. Sie umfassen rund 12.000 Arten.
Die Systematik der Eukaryoten von Adl et al. 2005 führt die Rhizaria als eine der sechs Taxa dieser Domäne. Einige Gruppen der Rhizaria, insbesondere die beiden umfangreichsten Gruppen, die Foraminiferen (Foraminifera) und die Strahlentierchen (Radiolaria), haben fossil erhaltungsfähige harte Schalen entwickelt und sind in der geologischen Schichtenkunde (Stratigraphie) als Leitfossilien von großer Bedeutung.

## Merkmale
Alle Angehörigen der Rhizaria besitzen als kennzeichnendes Merkmal feine Scheinfüßchen, so genannte Pseudopodien. Diese können einfach oder verzweigt sowie über Anastomosen miteinander verknüpft sein. Bei einigen Gruppen gibt es zudem ein versteifendes Zytoskelett aus Mikrotubuli, wodurch die Pseudopodien stachelartig ausgebildet sind und Filopodien bilden (z. B. Actinophrys sol).
Die Chlorarachniophyta innerhalb der Cercozoa besitzen Chloroplasten und sind somit zur Photosynthese befähigt.

## Systematik
Adl et al. gliederten 2005 die Rhizaria in fünf Gruppen ohne klassische Rangstufen.
- Cercozoa
- Haplosporidia
- Foraminiferen (Foraminifera)
- Gromia
- Strahlentierchen (Radiolaria)

Dieselbe Arbeitsgruppe passte die Systematik jedoch 2012 deutlich an, wobei die bisherigen Gruppen in die beiden Gruppen Cercozoa und Retaria eingeordnet wurden:
- Cercozoa Cavalier-Smith 1998, emend. Adl et al. 2005
  - Cercomonadidae Kent 1880, emend. Mylnikov & Karpov 2004 [= Cercomonadida Poche 1913, emend. Vickerman 1983, emend. Mylnikov 1986, emend. Karpov et al. 2006; Cercobodonidae Hollande 1942]
  - Pansomonadida Vickerman 2005
  - Glissomonadida Howe & Cavalier-Smith 2009 [Heteromitidae Kent 1880, emend. Mylnikov 1990, emend. Mylnikov & Karpov 2004; Bodomorphidae Hollande 1952]
  - Tremula Howe et al. 2011 (M)
  - Metromonadea Cavalier-Smith 2007, emend. Cavalier-Smith 2011
  - Granofilosea Cavalier-Smith & Bass 2009
    - Clathrulinidae Claus 1874 [Desmothoracida Hertwig & Lesser 1874]
      - Incertae sedis Clathrulinidae: Servetia

  - Thecofilosea Cavalier-Smith 2003, emend. Cavalier-Smith 2011
    - Phaeodarea Haeckel 1879 [Tripylea Hertwig 1879]
      - Phaeoconchia Haeckel 1879
      - Phaeocystina Haeckel 1879
      - Phaeogromia Haeckel 1879
      - Phaeosphaeria Haeckel 1879

    - Cryomonadida Cavalier-Smith 1993
      - Rhizaspididae Skuja 1948
      - Protaspidae Cavalier-Smith 1993

    - Ventricleftida Cavalier-Smith 2011
    - Ebriacea Lemmermann 1901 [Ebriidae Poche 1913]
    - Incertae sedis Thecofilosea: Chlamydophryidae de Saedeleer 1934, emend. Meisterfeld 2002
      - Incertae sedis Chlamydophryidae de Saedeleer 1934: Capsellina, Chlamydophrys, Clypeolina, Diaphoropodon, Lecythium, Leptochlamydophrys, Penardeugenia

    - Incertae sedis Thecofilosea: Botuliforma, Mataza, Pseudodifflugia

  - Imbricatea Cavalier-Smith 2011 [Cavalier-Smith 2003]
    - Spongomonadida Hibberd 1983 [Spongomonadidae Karpov 1990]
    - Nudifila Cavalier-Smith & Howe 2009 (M)
    - Marimonadida Cavalier-Smith & Bass 2011
    - Silicofilosea Adl et al. 2005, emend. Adl et al. 2012
      - Thaumatomonadida Shirkina 1987 [Thaumatomastigidae Patterson & Zölfell 1991]
        - Thaumatomonadidae Hollande 1952
        - Peregriniidae Cavalier-Smith 2011

      - Euglyphida Copeland 1956, emend. Cavalier-Smith 1997
        - Euglyphidae Wallich 1864, emend Lara et al. 2007
        - Assulinidae Lara et al. 2007
        - Trinematidae Hoogenraad & De Groot 1940, emend Adl et al. 2012
        - Cyphoderiidae de Saedeleer 1934
        - Paulinellidae de Saedeller 1934, emend. Adl et al. 2012
        - Incertae sedis Euglyphida: Ampullataria, Deharvengia, Euglyphidion, Heteroglypha, Matsakision, Pareuglypha, Pileolus, Sphenoderia, Tracheleuglypha, Trachelocorythion.

    - Incertae sedis Imbricatea: Clautriavia, Discomonas.

  - Chlorarachniophyta Hibberd & Norris 1984
  - Vampyrellida West 1901, emend. Hess et al. 2012
  - Phytomyxea Engler & Prantl 1897
  - Filoreta Bass & Cavalier-Smith 2009
  - Gromia Dujardin 1835
  - Ascetosporea Sprague 1979, emend. Cavalier-Smith 2009
    - Haplosporida Caullery & Mesnil 1899
    - Paramyxida Chatton 1911
    - Claustrosporidium Larsson 1987
    - Paradiniidae Schiller 1935

  - Incertae sedis Cercozoa: Psammonobiotidae Golemansky 1974, emend Meisterfeld 2002
  - Incertae sedis Cercozoa: Volutellidae Sudzuki 1979

- Retaria Cavalier-Smith 2002
  - Foraminifera d’Orbigny 1826
    - Monothalamids Pawlowski et al. 2003
    - Tubothalamea Pawlowski et al. 2012
      - Miliolida Delage & Hérouard 1896
      - Spirillinida Hohenegger & Piller 1975
      - Ammodiscidae Reuss 1862

    - Globothalamea Pawlowski et al. 2012
      - Rotaliida Delage & Hérouard 1896
      - Globigerinida Delage & Hérouard 1896
      - Robertinida Loeblich & Tappan 1984
      - Textulariida Delage & Hérouard 1896
      - Carterina Brady 1884 [Carterinida Loeblich & Tappan 1981]

    - Incertae sedis Foraminifera: Lagenida Delage & Hérouard 1896

  - Acantharia Haeckel 1881, emend. Mikrjukov 2000
    - Chaunocanthida Schewiakoff 1926
    - Holocanthida Schewiakoff 1926
    - Symphyacanthida Schewiakoff 1926
    - Arthracanthida Schewiakoff 1926
    - Taxopodida Fol 1883

  - Polycystinea Ehrenberg 1838, emend. Haeckel 1887
    - Spumellaria Ehrenberg 1875, Haeckel 1887, emend. Riedel 1967
    - Nassellaria Ehrenberg 1875, emend. Haeckel 1887
    - Collodaria Haeckel 1887
- Incertae sedis Rhizaria: Gymnosphaerida Poche 1913, emend. Mikrjukov 2000
- Incertae sedis Rhizaria: Actinolophus, Biomyxa, Cholamonas, Dictiomyxa, Helkesimastix, Katabia, Myxodictyium, Penardia, Pontomyxa, Protomyxa, Protogenes, Pseudospora, Rhizoplasma, Sainouron (mit Sainouron mikroteron), Wagnerella.